# Маріо Мартінес (важкоатлет)
Маріо Мартінес (англ. Mario Martinez, 6 липня 1957 — 14 січня 2018) — американський важкоатлет.
Учасник Олімпійських Ігор 1984, 1988, 1992 років. Срібний призер 1984 року в категорії понад 110 кг.